# 橋元教明
橋元 教明（はしもと のりあき、1986年9月14日 - ）は、日本のラグビーレフリー（審判員）。2021年現在、日本協会A級公認レフリーを務めている。

## 略歴
京都成章高校卒業後、京都産業大学に入学。
その後京都産業大学卒業後、小学校教師を続けながらレフリーになる。
2016年、スーパーラグビーのアシスタントレフリーに選ばれた。
2021年、東京オリンピックのマッチオフィシャルに選ばれた。